# 聞こえる 〜Power of Dreams〜
『聞こえる 〜Power of Dreams〜』（きこえる パワー・オブ・ドリーム）はBAKUの1枚目となるオリジナル・フルアルバム。
ヒットシングルとなった「ぞうきん」など10曲を収録。メンバーそれぞれが作詞・作曲を担当した楽曲が収録されている。

## 収録曲
1. POWER OF DREAMS
  - 作詞・作曲：車谷浩司
2. BLUE JEANS
  - 作詞・作曲：加藤英幸
3. O.K.
  - 作詞・作曲：車谷浩司
4. BOYS BE AMBITIOUS
  - 作詞・作曲：車谷浩司
5. 丘を越えて
  - 作詞・作曲：谷口宗一
6. ぞうきん(リミックスバージョン)
  - 作詞・作曲：車谷浩司

2枚目のシングルのリミックスバージョン。
7. 日曜日
  - 作詞・作曲：谷口宗一
8. 精一杯の想い(リミックスバージョン)
  - 作詞・作曲：谷口宗一

シングル「ぞうきん」のカップリング曲。ぞうきんと同じくこちらもリミックスバージョンで収録された。
9. 生きる
  - 作詞・作曲：車谷浩司
10. 聞こえる
  - 作詞・作曲：車谷浩司